# Леськів Андрій Ігорович
Андрі́й І́горович Ле́ськів (2 листопада 1970, Вороблячин — 10 липня 2014, у Довжанському районі) — сержант Збройних сил України.

## Короткий життєпис
Народився 1970 року в селі Вороблячин. Закінчив Яворівську гімназію ім. Осипа Маковея. Брав участь у миротворчих місіях в Югославії, Косово та Іраці.
У часі війни мобілізований 19 травня 2014-го — командир бойової машини-командир відділення, 24-та окрема механізована бригада.
10 липня 2014-го на дорозі «Довжанський — Бірюкове» БМП Андрія наскочила на фугасний заряд великої потужності. Група рухалась з території КПП «Довжанський», аби з'ясувати, звідки ведеться обстріл української території та де саме на територію України заходять ворожі збройні угрупування. Внаслідок вибуху загинув Андрій, майор Л. Шірпал та старший солдат С. Проць.
Вдома лишились дружина Ірина Богданівна і троє дітей, старший син 1994 р.н.; молодшому синові — 2 роки.
Похований в Яворові.

## Нагороди та вшанування
За особисту мужність і героїзм, виявлені у захисті державного суверенітету та територіальної цілісності України, вірність військовій присязі під час російсько-української війни
- орденом «За мужність» III ступеня (4.6.2015, посмертно).
- жовтнем 2016-го в Яворівській гімназії відкрито меморіальну дошку випускнику Андрію Леськіву.